# Lutz Goebel
Lutz Goebel (* 24. Januar 1955 in Siegen) ist ein deutscher Unternehmer und seit 2022 Vorsitzender des Nationalen Normenkontrollrates (NKR). Zuvor war er Präsident des Lobbyverbands „Die Familienunternehmer“ und setzte sich dort für mittelstandsfreundliche Wirtschaftspolitik ein.

## Leben

### Ausbildung
Nach Goebels Studium in Bauingenieurwesen an der Rheinisch-Westfälische Technische Hochschule (RWTH) in Aachen und einem betriebswirtschaftlichen Aufbaustudium an der EDHEC Business School in Lille folgten von 1982 bis 1984 verschiedene Tätigkeiten in der Industrie und im Bankwesen. 1985 erwarb Lutz Goebel den Master of Business Administration am Insead in Fontainebleau und war dann Geschäftsführender Gesellschafter des Maschinen- und Anlagenbauers Achenbach Buschhütten GmbH.

### Unternehmertätigkeiten
1989 wechselte er in die Geschäftsleitung der Unternehmensberatung Arthur D. Little und übernahm von 1992 bis 1996 in der Geschäftsleitung des österreichischen Werkzeugmaschinenbauers Emco GmbH die Verantwortung für Marketing und Vertrieb. Ab 1996 war Lutz Goebel als Unternehmensberater selbständig tätig, bevor er im Jahr 1998 im Rahmen eines Management-Buy-ins zusammen mit einem Finanzinvestor die Henkelhausen GmbH & Co. KG übernahm. Seit 1998 ist er dort Geschäftsführender Gesellschafter. Von 2011 bis 2017 war er Präsident des Lobbyverbands Die Familienunternehmer, dessen Präsidium er weiterhin angehört.

### Vorsitz des Nationalen Normenkontrollrats (seit 2022)
Seit 2022 ist Lutz Goebel Mitglied des Nationalen Normenkontrollrates (NKR) und wurde auf Vorschlag des Bundesministers der Justiz, Marco Buschmann, im Mai 2022 zu dessen Vorsitzenden ernannt. Der NKR war seit 2006 im Bundeskanzleramt angesiedelt und seit 2022 als unabhängiges Beratungsgremium dem Bundesministerium der Justiz zugeordnet. Mit dem Organisationserlass vom 6. Mai 2025 ordnete Bundeskanzler Friedrich Merz an, den NKR ab sofort dem neu geschaffenen Bundesministerium für Digitales und Staatsmodernisierung (BMDS) anzugliedern.
Der NKR überprüft Gesetzesvorhaben der Bundesregierung auf ihre Bürokratiekosten und gibt Empfehlungen zur besseren Rechtsetzung.
Während seiner Amtszeit hat Goebel die Digitalisierung und Entbürokratisierung staatlicher Prozesse als zentrale Themen etabliert. Besonders hervorgehoben wird sein Einsatz für die Beschleunigung von Planungs- und Genehmigungsverfahren und die Verbesserung des Onlinezugangsgesetzes.

## Werke
- Deutschlands Familienunternehmen. Wo sie herkommen, was sie stark macht. Hrsg. mit Andreas Schober. Frankfurt: Frankfurter Allgemeine Buch 2014. ISBN 978-3956010606